# Liste des secrétaires d'État américains

Sceau du secrétaire d'État américain.

Cet article dresse une liste des secrétaires d'État des États-Unis, responsable du département d'État au sein du gouvernement fédéral des États-Unis. Se plaçant en quatrième position dans l'ordre de succession présidentielle, il en est le deuxième membre du cabinet après le vice-président.

## Secrétaires aux Affaires étrangères (1781-1789)
Le 10 janvier 1780, le Congrès de la Confédération crée le Ministère des Affaires étrangères. 
Le 10 août 1781, le Congrès choisit Robert R. Livingston, un délégué de New York, comme premier secrétaire aux Affaires étrangères. Livingston ne put prendre ses fonctions que le 20 octobre 1781. Il servit jusqu’au 4 juin 1783 et fut remplacé par John Jay le 21 décembre 1784, qui servit jusqu’au 4 mars 1789, date à laquelle les Articles de la Confédération sont remplacés par la nouvelle Constitution.
Le bureau du secrétaire aux Affaires étrangères et le Département des Affaires étrangères ont été rétablis par une loi signée par George Washington le 27 juillet 1789. John Jay conserva le poste sur une base intérimaire, en attendant le retour de France de Thomas Jefferson.
| No. | Portrait | Nom                  | État d'origine | Prise de fonction | Fin de fonction   |
| --- | -------- | -------------------- | -------------- | ----------------- | ----------------- |
| 1   |          | Robert R. Livingston | New York       | 20 octobre 1781   | 4 juin 1783       |
| 2   |          | John Jay             | New York       | 21 décembre 1784  | 4 mars 1789       |
| —   |          | John Jay intérim     | New York       | 27 juillet 1789   | 15 septembre 1789 |

## Liste des Secrétaires d'État
Le 15 septembre 1789, avant que Jefferson ne puisse revenir pour occuper le poste, Washington signa une autre loi qui changeait le nom du bureau de secrétaire aux Affaires étrangères à secrétaire d’État, changeait le nom du département en département d’État et ajoutait plusieurs pouvoirs et responsabilités nationaux au bureau du secrétaire et au département. Thomas Jefferson a pris ses fonctions en tant que premier secrétaire d’État le 22 mars 1790.
| Ordre | Portrait                   | Nom                            | Mandat                               | Président                               |
| ----- | -------------------------- | ------------------------------ | ------------------------------------ | --------------------------------------- |
| 1     | Thomas Jefferson           | Thomas Jefferson               | 22 mars 1790 – 31 décembre 1793      | George Washington                       |
| 2     | Edmund Randolph            | Edmund Randolph                | 2 janvier 1794 – 20 août 1795        | George Washington                       |
| 3     | Timothy Pickering          | Timothy Pickering              | 10 décembre 1795 – 12 mai 1800       | George Washington, John Adams           |
| 4     | John Marshall              | John Marshall                  | 6 juin 1800 – 4 février 1801         | John Adams                              |
| 5     | James Madison              | James Madison                  | 2 mai 1801 – 3 mars 1809             | Thomas Jefferson                        |
| 6     | Robert Smith               | Robert Smith                   | 6 mars 1809 – 1er avril 1811         | James Madison                           |
| 7     | James Monroe               | James Monroe                   | 2 avril 1811 – 3 mars 1817           | James Madison                           |
| 8     | John Quincy Adams          | John Quincy Adams              | 22 septembre 1817 – 3 mars 1825      | James Monroe                            |
| 9     | Henry Clay                 | Henry Clay                     | 7 mars 1825 – 3 mars 1829            | John Quincy Adams                       |
| 10    | Martin Van Buren           | Martin Van Buren               | 28 mars 1829 – 23 mars 1831          | Andrew Jackson                          |
| 11    | Edward Livingston          | Edward Livingston              | 24 mai 1831 – 29 mai 1833            | Andrew Jackson                          |
| 12    | Louis McLane               | Louis McLane                   | 29 mai 1833 – 30 juin 1834           | Andrew Jackson                          |
| 13    | John Forsyth               | John Forsyth                   | 1er juillet 1834 – 3 mars 1841       | Andrew Jackson, Martin Van Buren        |
| 14    | Daniel Webster             | Daniel Webster                 | 6 mars 1841 – 8 mai 1843             | William Henry Harrison, John Tyler      |
| 15    | Abel P. Upshur             | Abel P. Upshur                 | 24 juillet 1843 – 28 février 1844    | John Tyler                              |
| 16    | John C. Calhoun            | John Caldwell Calhoun          | 1er avril 1844 – 10 mars 1845        | John Tyler, James K. Polk               |
| 17    | James Buchanan             | James Buchanan                 | 10 mars 1845 – 7 mars 1849           | James K. Polk, Zachary Taylor           |
| 18    | John M. Clayton            | John Clayton                   | 8 mars 1849 – 22 juillet 1850        | Zachary Taylor, Millard Fillmore        |
| 19    | Daniel Webster             | Daniel Webster                 | 23 juillet 1850 – 24 octobre 1852    | Millard Fillmore                        |
| 20    | Edward Everett             | Edward Everett                 | 6 novembre 1852 – 3 mars 1853        | Millard Fillmore                        |
| 21    | William L. Marcy           | William L. Marcy               | 8 mars 1853 – 6 mars 1857            | Franklin Pierce, James Buchanan         |
| 22    | Lewis Cass                 | Lewis Cass                     | 6 mars 1857 – 14 décembre 1860       | James Buchanan                          |
| 23    | Jeremiah S. Black          | Jeremiah S. Black              | 17 décembre 1860 – 5 mars 1861       | James Buchanan, Abraham Lincoln         |
| 24    | William M. Seward          | William H. Seward              | 6 mars 1861 – 4 mars 1869            | Abraham Lincoln, Andrew Johnson         |
| 25    |                            | Elihu B. Washburne             | 5 mars 1869 – 16 mars 1869           | Ulysses S. Grant                        |
| 26    |                            | Hamilton Fish                  | 17 mars 1869 – 12 mars 1877          | Ulysses S. Grant, Rutherford B. Hayes   |
| 27    | William M. Evarts          | William M. Evarts              | 12 mars 1877 – 7 mars 1881           | Rutherford B. Hayes, James Garfield     |
| 28    | James G. Blaine            | James G. Blaine                | 7 mars 1881 – 19 décembre 1881       | James Garfield, Chester A. Arthur       |
| 29    | Frederick T. Frelinghuysen | Frederick T. Frelinghuysen     | 19 décembre 1881 – 6 mars 1885       | Chester A. Arthur, Grover Cleveland     |
| 30    | Thomas F. Bayard           | Thomas F. Bayard               | 7 mars 1885 – 6 mars 1889            | Grover Cleveland, Benjamin Harrison     |
| 31    | James G. Blaine            | James G. Blaine                | 7 mars 1889 – 4 juin 1892            | Benjamin Harrison                       |
| 32    | John W. Foster             | John W. Foster                 | 29 juin 1892 – 23 février 1893       | Benjamin Harrison                       |
| 33    | Walter Q. Gresham          | Walter Q. Gresham              | 7 mars 1893 – 28 mai 1895            | Grover Cleveland                        |
| 34    | Richard Olney              | Richard Olney                  | 10 juin 1895 – 5 mars 1897           | Grover Cleveland, William McKinley      |
| 35    | John Sherman               | John Sherman                   | 6 mars 1897 – 27 avril 1898          | William McKinley                        |
| 36    | William R. Day             | William R. Day                 | 28 mars 1898 – 16 septembre 1898     | William McKinley                        |
| 37    | John Hay                   | John Hay                       | 30 septembre 1898 – 1er juillet 1905 | William McKinley, Theodore Roosevelt    |
| 38    | Elihu Root                 | Elihu Root                     | 19 juillet 1905 – 27 janvier 1909    | Theodore Roosevelt                      |
| 39    | Robert Bacon               | Robert Bacon                   | 27 janvier 1909 – 5 mars 1909        | Theodore Roosevelt, William Howard Taft |
| 40    | Philander C. Knox          | Philander C. Knox              | 6 mars 1909 – 5 mars 1913            | William Howard Taft, Woodrow Wilson     |
| 41    | William Jennings Bryan     | William Jennings Bryan         | 5 mars 1913 – 9 juin 1915            | Woodrow Wilson                          |
| 42    | Robert Lansing             | Robert Lansing                 | 24 juin 1915 – 13 février 1920       | Woodrow Wilson                          |
| 43    | Bainbridge Colby           | Bainbridge Colby               | 23 mars 1920 – 4 mars 1921           | Woodrow Wilson                          |
| 44    | Charles Evans Hughes       | Charles Evans Hughes           | 5 mars 1921 – 4 mars 1925            | Warren G. Harding, Calvin Coolidge      |
| 45    | Frank B. Kellogg           | Frank B. Kellogg               | 5 mars 1925 – 28 mars 1929           | Calvin Coolidge, Herbert Hoover         |
| 46    | Henry L. Stimson           | Henry L. Stimson               | 28 mars 1929 – 4 mars 1933           | Herbert Hoover                          |
| 47    | Cordell Hull               | Cordell Hull                   | 4 mars 1933 – 30 novembre 1944       | Franklin D. Roosevelt                   |
| 48    | Edward Stettinius, Jr.     | Edward Stettinius, Jr          | 1er décembre 1944 – 27 juin 1945     | Franklin D. Roosevelt, Harry S. Truman  |
| 49    | James F. Byrnes            | James F. Byrnes                | 3 juillet 1945 – 21 janvier 1947     | Harry S. Truman                         |
| 50    | George Marshall            | George C. Marshall             | 21 janvier 1947 – 20 janvier 1949    | Harry S. Truman                         |
| 51    | Dean Acheson               | Dean Acheson                   | 21 janvier 1949 – 20 janvier 1953    | Harry S. Truman                         |
| 52    | John Foster Dulles         | John Foster Dulles             | 21 janvier 1953 – 22 avril 1959      | Dwight D. Eisenhower                    |
| 53    | Christian Herter           | Christian Herter               | 22 avril 1959 – 20 janvier 1961      | Dwight D. Eisenhower                    |
| 54    | Dean Rusk                  | Dean Rusk                      | 21 janvier 1961 – 20 janvier 1969    | John F. Kennedy, Lyndon B. Johnson      |
| 55    | William P. Rogers          | William P. Rogers              | 22 janvier 1969 – 3 septembre 1973   | Richard Nixon                           |
| 56    | Henry Kissinger            | Henry Kissinger                | 22 septembre 1973 – 20 janvier 1977  | Richard Nixon, Gerald R. Ford           |
| 57    | Cyrus Vance                | Cyrus Vance                    | 23 janvier 1977 – 28 avril 1980      | Jimmy Carter                            |
| 58    | Edmund Muskie              | Edmund Muskie                  | 8 mai 1980 – 18 janvier 1981         | Jimmy Carter                            |
| 59    | Alexander Haig             | Alexander M. Haig, Jr.         | 22 janvier 1981 – 5 juillet 1982     | Ronald Reagan                           |
| 60    | George P. Shultz           | George Shultz                  | 16 juillet 1982 – 20 janvier 1989    | Ronald Reagan                           |
| 61    | James Baker                | James Baker                    | 25 janvier 1989 – 23 août 1992       | George H. W. Bush                       |
| 62    |                            | Lawrence Eagleburger           | 8 décembre 1992 – 19 janvier 1993    | George H. W. Bush                       |
| 63    | Warren Christopher         | Warren Christopher             | 20 janvier 1993 – 20 janvier 1997    | Bill Clinton                            |
| 64    | Madeline Albright          | Madeleine Albright             | 23 janvier 1997 – 20 janvier 2001    | Bill Clinton                            |
| 65    | Colin Powell               | Colin Powell                   | 20 janvier 2001 – 26 janvier 2005    | George W. Bush                          |
| 66    | Condoleezza Rice           | Condoleezza Rice               | 26 janvier 2005 – 20 janvier 2009    | George W. Bush                          |
| 67    | Hillary Clinton            | Hillary Clinton                | 21 janvier 2009 – 1er février 2013   | Barack Obama                            |
| 68    |                            | John Kerry                     | 1er février 2013 – 20 janvier 2017   | Barack Obama                            |
| -     |                            | Thomas Shannon (intérim)       | 20 janvier - 1er février 2017        | Donald Trump                            |
| 69    |                            | Rex Tillerson                  | 1er février 2017 – 31 mars 2018      | Donald Trump                            |
| -     |                            | John J. Sullivan (intérim)     | 1er - 26 avril 2018                  | Donald Trump                            |
| 70    |                            | Mike Pompeo                    | 26 avril 2018 – 20 janvier 2021      | Donald Trump                            |
| -     |                            | Daniel Bennett Smith (intérim) | 20 - 26 janvier 2021                 | Joe Biden                               |
| 71    |                            | Antony Blinken                 | 26 janvier 2021 - 20 janvier 2025    | Joe Biden                               |
| 72    |                            | Marco Rubio                    | Depuis le 21 janvier 2025            | Donald Trump                            |

## Particularités
- Dans la première moitié du XIXe siècle, cette fonction était perçue comme un tremplin vers la Présidence. En effet, six secrétaires d'État devinrent Présidents entre 1801 et 1857 : Thomas Jefferson, James Madison, James Monroe, John Quincy Adams, Martin Van Buren et James Buchanan. En revanche, Henry Clay, James Blaine et Hillary Clinton n'ont pas gagné l'élection présidentielle. Quant à William Jennings Bryan, Charles Evans Hughes et John Kerry, ils furent secrétaire d'État après avoir été candidats malheureux à l'élection présidentielle.

- Cordell Hull est la seule personne à avoir été secrétaire d’État pendant plus de huit ans. Daniel Webster et James G. Blaine sont les seuls secrétaires d’État à avoir servi des mandats non consécutifs. Warren Christopher a servi très brièvement en tant que secrétaire d’État par intérim non consécutivement avec son mandat ultérieur en tant que secrétaire d’État à part entière. Elihu B. Washburne a été secrétaire d’État pendant moins de deux semaines avant de devenir ambassadeur en France.

- Trois femmes ont exercé cette fonction : Madeleine Albright, Condoleezza Rice et Hillary Clinton.

## Sources
1. ↑  « Secret Committee of Correspondence/Committee for Foreign Affairs, 1775-1777 », sur 2001-2009.state.gov (consulté le 11 novembre 2023).

(en) U.S. Department of State - Office of the Historian